# Slobodan Urošević
Slobodan Urošević (Servisch: Слободан Урошевић) (Belgrado, 15 april 1994) is een Servische voetballer. Hij staat onder contract bij Napredak Kruševac en wordt in het seizoen 2015/16 verhuurd aan Oud-Heverlee Leuven.

## Carrière
Slobodan Urošević startte zijn carrière bij FK Rad, dat hem in 2012 voor een periode van zes maanden uitleende aan stadsgenoot FK BASK. Op 2 mei 2013 maakte hij zijn officieel debuut voor Rad. Hij mocht toen van coach Marko Nikolić in de basis starten in de competitiewedstrijd tegen FK Vojvodina. In het seizoen 2013/14 kreeg de Servische jeugdinternational meer speelkansen. Rad eindigde dat seizoen op de veertiende plaats en moest om de degradatie te vermijden een barrageduel spelen tegen FK Metalac. Het eerste duel, waarin Urošević 90 minuten meespeelde, eindigde in een scoreloos gelijkspel. Door supportersrellen besloot Metalac vervolgens om de terugwedstrijd niet te spelen. Rad won het duel met een forfaitscore van 0-3 en bleef dus in de hoogste divisie.
In de zomer van 2014 verhuisde Urošević naar reeksgenoot Napredak Kruševac. Bij de club uit Kruševac groeide hij uit tot een vaste waarde. De club eindigde net als Rad een seizoen eerder op de veertiende plaats. In de barragewedstrijden om het behoud trof Urošević net als een jaar eerder FK Metalac. Napredak Kruševac verloor het duel over twee wedstrijden met 4-2.
In juli 2015 werd de Servische verdediger voor een jaar uitgeleend aan de Belgische eersteklasser Oud-Heverlee Leuven.

## Nationale ploeg
Slobodan Urošević speelde voor de nationale jeugdelftallen van Servië. In 2013 nam hij met zijn land deel aan het EK onder 19 jaar in Litouwen. Servië bereikte op dat toernooi de finale, waarin Frankrijk met 1-0 werd verslagen. Urošević mocht in de finale enkele seconden voor het laatste fluitsignaal invallen voor ploeggenoot Marko Pavlovski.

## Statistieken
| Seizoen | Club                 | Land            | Competitie         | Competitie | Competitie | Beker | Beker | Europees | Europees | Totaal | Totaal |
| Seizoen | Club                 | Land            | Competitie         | Wed.       | Dlp.       | Wed.  | Dlp.  | Wed.     | Dlp.     | Wed.   | Dlp.   |
| ------- | -------------------- | --------------- | ------------------ | ---------- | ---------- | ----- | ----- | -------- | -------- | ------ | ------ |
| 2012/13 | → FK BASK            | Vlag van Servië | Superliga          | 19         | 0          | 0     | 0     | 0        | 0        | 19     | 0      |
| 2013/14 | FK Rad               | Vlag van Servië | Superliga          | 13         | 0          | 0     | 0     | 0        | 0        | 13     | 0      |
| 2014/15 | FK Napredak Kruševac | Vlag van Servië | Superliga          | 26         | 1          | 1     | 0     | 0        | 0        | 27     | 1      |
| 2015/16 | Oud-Heverlee Leuven  | Vlag van België | Jupiler Pro League | 0          | 0          | 0     | 0     | 0        | 0        | 0      | 0      |
| TOTAAL  | TOTAAL               | TOTAAL          | TOTAAL             | 58         | 1          | 1     | 0     | 0        | 0        | 59     | 1      |

1 Leysen ·
3 Shlomo ·
5 Ngawa ·
6 Dom ·
7 Thorsteinsson ·
8 Schrijvers ·
9 Brunes ·
10 Holzhauser ·
11 Banzuzi ·
13 Kiyine ·
14 Ricca ·
15 N'Dri ·
16 Prévot ·
17 Mueanta ·
18 Miguel ·
20 Mendyl ·
21 Opoku ·
22 Calut ·
23 Schingtienne ·
28 Pletinckx ·
33 Maertens  ·
37 Taildeman ·
38 Ravet ·
43 Nsingi ·
52 Sagrado ·
77 Vlietinck ·
88 Maziz ·
Coach: García